# Salar de Empexa
El salar de Empexa es un depósito de sal de Bolivia ubicado en el departamento de Potosí, en el altiplano. Este salar es el resultado de la evaporación del agua de un gran lago interior llamado Minchin el cual también dejó el gran salar de Uyuni y el lago Poopó, la sal más pura del salar se encuentra en su centro esta zona tiene unas dimensiones de 26,9 km de largo por 10,3 km de ancho y una superficie de 138 km², en general el salar de Empexa tiene una superficie de 483 km² incluidos los 191 km² de sala pura, presenta unas dimensiones de 50 km de largo por 30 km de ancho.
Se considera que existe una transferencia subterránea de aguas desde el salar de Michincha hacia el salar de Coposa y desde este al salar de Empexa.: 39 